# Корейский Новый год
Корейский новый год (соллаль, кор. 설날) — первый день лунно-солнечного календаря, один из важнейших праздников Кореи. Празднуется три дня: предновогодний день, сам Новый год и следующий день. Корейцы также празднуют Новый год по григорианскому календарю, но Соллаль считается более важным праздником.

## Традиции
Соллаль — восточный семейный праздник, на который принято ездить к родителям, одеваться в ханбок; многие корейцы едут на берег моря, чтобы встретить там первые лучи новогоднего солнца. Кроме того, в этот день поминают умерших предков, на алтарь «чеса» накрывают ритуальные блюда, проводится ритуал чхаре (кор. 차례?, 茶禮?).
Также имеется традиция встречать Новый год на востоке страны, например, в Каннын и Тонхэ, где можно будет увидеть первые лучи новогоднего солнца.

### Ттоккук
В утро праздника принято есть ттоккук; человек, который закончил миску ттоккука, считается ставшим на год старше. Одна из форм осведомления о возрасте у корейцев — «сколько мисок ттоккука вы съели».

### Себэ
Себэ (кор. 세배) — обычай поздравления родителей детьми. Дети кланяются родителям в пол и желают «сэхэ пок мани падысэё» (새해 복 많이 받으세요; получите много новогодних благословений). Обычный ответный жест родителей — дарение новогодних денег и небольшая «мудрая речь», токтам. Дети и родители при этом часто наряжены в традиционную одежду (ханбок).

### Игры
С Соллалем ассоциируются разнообразные игры: семейная настольная игра юннори (윷놀이), мужчины и дети мужского пола запускают воздушных змеев и играют в чегичхаги (제기차기), разновидность футбола мягким мячом. Женщины и девочки играют в нольтвиги (널뛰기), раскачиваясь вдвоём на качелях в виде длинной доски; взлетая, каждый играющий выполняет какой-нибудь акробатический номер; а также в конгинори (공기놀이) жонглируя пятью камешками. Дети вместе раскручивают волчок пхэнъи (팽이) хлыстами.